# Marianne Lundqvist
Birgit Marianne Lundqvist, född Jonasson 10 augusti 1925 i Kristine församling i Göteborg, är en svensk sjuksköterska och politiker (folkpartist).
Hon var ersättare i Sveriges riksdag för Stockholms läns valkrets kortare perioder 1977 samt 1978–1979. Åren 1977–1986 var hon ordförande i SHSTF, Svenska hälso- och sjukvårdens tjänstemannaförbund, i dag Vårdförbundet. Hon var även vice ordförande i TCO, Tjänstemännens centralorganisation.